# Carl Ludwig Blume

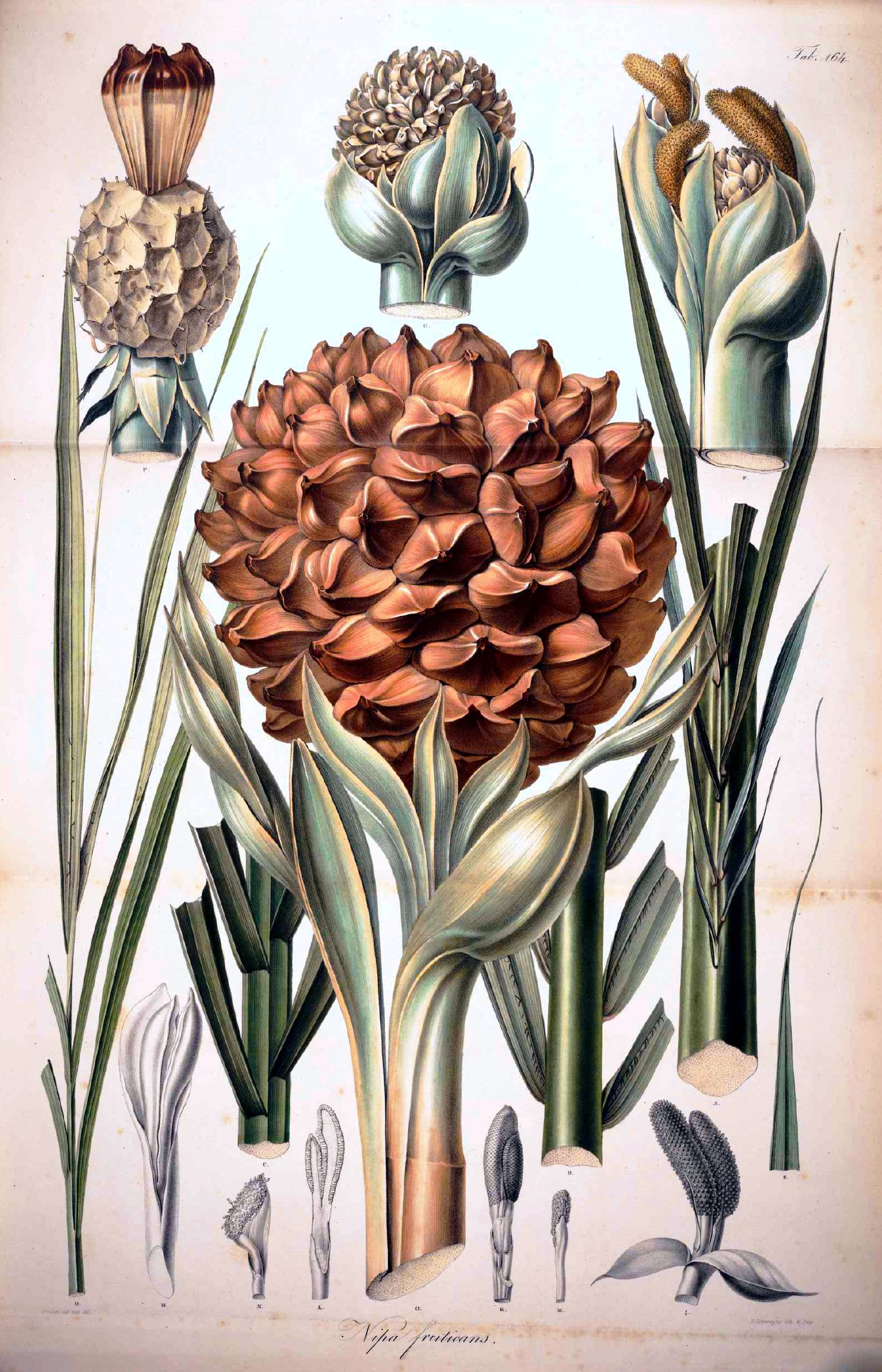
Ilustracja Blume z dzieła Rumphia, sive commentationes botanicae imprimis de plantis Indiae orientalis..., 1835

Carl Ludwig Blume (ur. 9 czerwca 1796 w Brunszwiku, zm. 3 lutego 1862 w Lejdzie) – niemiecki botanik działający w Holandii i Indonezji.
Standardową skróconą formą autora, używaną do wskazania przy cytowaniu nazw botanicznych, jest Blume.

## Życiorys
Carl Ludwig Blume urodził się 9 czerwca 1796 roku w Brunszwiku w rodzinie kupca. Studiował na uniwersytecie w Lejdzie, przede wszystkim u Sebalda Justinusa Brugmansa (1763–1819). W 1818 roku z polecenia Brugmansa został wysłany do Batavii, gdzie przebywał do 1827 roku. Na cześć Brugmansa nazwał jeden z rodzajów rodziny bukietnicowatych występujący na Jawie – Brugmansia Zippelii. 
W Holenderskich Indiach Wschodnich pełnił m.in. funkcję dyrektora ogrodu botanicznego Kebun Raya Bogor.
Po powrocie otrzymał tytuł szlachecki i został kawalerem Orderu Lwa Niderlandzkiego. Następnie objął profesurę na uniwersytecie w Lejdzie. Został również dyrektorem Rijksherbarium.
Jego działalność botaniczna skupiła się na badaniu flory Indonezji. Jego prace ukazywały się drukiem dzięki wsparciu finansowemu rządu holenderskiego.       
Zmarł 3 lutego 1862 roku w Lejdzie.

## Publikacje
- Bijdragen tot de flora van Nederlandsch Indië, 1825–1827[5]
- Enumeratio plantarum Javae et insularum adjacentium, 1827–1828[6]
- Flora Javae nec non insularum adjacentium, 1828–1858 (razem z Johannem Baptistą Fischerem (1803–1832))[7]
- Rumphia, sive commentationes botanicae imprimis de plantis Indiae orientalis..., 1836–1849[8]
- Museum botanicum lugduno-batavum, 1849–1856[9]

## Członkostwa
- 1818 – wybrany na członka Niemieckiej Akademii Przyrodników Leopoldina (niem. Deutsche Akademie der Naturforscher Leopoldina)[10]
- 1827 – wybrany na członka korespondencyjnego Królewskiej Holenderskiej Akademii Sztuk i Nauk (hol. Koninklijke Nederlandse Akademie van Wetenschappen, KNAW)[11]